# Casa de los Señores García Germán
La Casa de los Señores García Germán es un edificio civil ubicado en la Calle Mayor de la ciudad española de Palencia.
Proyectado por el arquitecto Jerónimo Arroyo en el año 1912, se trata de un edificio de viviendas mandado edificar por la familia García-Germán y concluido en 1916.
El edificio destaca por ser uno de los principales ejemplos de modernismo en la capital palentina. Arroyo lo proyectó con influencias eclécticas y un llamativo contraste entre los paramentos de ladrillo rojo y los elementos decorativos, que se cubren con enlucido blanco. Destacan también los balcones de hierro forjado y los miradores acristalados, que presentan originales formas redondeadas. Quizá el elemento más representativo sea el chaflán del edificio, de forma hexagonal, con miradores superpuestos en todos los pisos y, rematando el conjunto, una pequeña cúpula de media naranja sostenida por finas columnas. Debido a la característica forma de esta cúpula, los palentinos conocen a este edificio como "Casa del Huevo".